# 119602 Italodimaria
119602 Italodimaria è un asteroide della fascia principale. Scoperto nel 2001, presenta un'orbita caratterizzata da un semiasse maggiore pari a 2,6440651 au e da un'eccentricità di 0,0685884, inclinata di 1,43912° rispetto all'eclittica.